# Никола Мељаницки
Никола Мељаницки (Петровац на Млави, 19. март 1929 — Ниш, 27. фебруар 1989) био је српски приповедач, романописац, драмски писац и новинар.

## Биографија
Школовао се у родном месту, да би студије југословенске књижевности завршио на Филозофском факултету у Београду, 1953. године. Потом долази у Ниш. Једно време радио је у Народној библиотеци „Стеван Сремац“, као руководилац дечјег одељења, а од 1962. до пензионисања новинар је и уредник културне редакције Радио Ниша. 
Био је главни и одговорни уредник Часописа за књижевност, уметност и друштвена питања Гледишта од 1961. до 1964. године, а у времену од 1966. до 1968. један је од уредника часописа Градина.
Мељаницки је писао кратке приче које је објављивао у бројним листовима и часописима у тадашњој Југославији, и за њих често био награђиван. Писао је драме и романе, неговао позоришну критику и есејистику. Његову драму „Пробуђен с крилима“ извело је Народно позориште у Нишу 1964. године, а на Радио Нишу и Радио Београду изведено је и неколико његових радио драма.

## Дела
- Ордалије, роман, Градина, Ниш, 1972.
- У огњу свирала, Градина, Ниш, 1982.
- Пробуђен с крилима, часопис „Градина,

## Награде
- Прва награда за причу на конкурсу Борбе, 1953,
- Октобарска награда града Ниша